# Johnny Suede
Johnny Suede (ve francouzském originále Johnny Suede) je francouzsko-švýcarsko-americký romantický film z roku 1991. Režisérem filmu je Tom DiCillo. Hlavní role ve filmu ztvárnili Brad Pitt, Michael Luciano, Calvin Levels, Nick Cave a Wilfredo Giovanni Clark.

## Obsazení
| Brad Pitt              | Johnny Suede |
| Michael Luciano        | pan Clepp    |
| Calvin Levels          | Deke         |
| Nick Cave              | Freak Storm  |
| Wilfred Giovanni Clark | Slick        |
| Alison Moir            | Darlette     |
| Peter McRobbie         | Flip Doubt   |
| Ron Vawter             | Winston      |
| Catherine Keener       | Yvonne       |
| Samuel L. Jackson      | B-Bop        |